# Josef Voráč
Josef Voráč (9. února 1915 - ???) byl český a československý politik Komunistické strany Československa a poúnorový poslanec Národního shromáždění ČSSR a Sněmovny lidu Federálního shromáždění.

## Biografie
K roku 1968 se zmiňuje coby předseda ONV z volebního obvodu Žďár nad Sázavou.
Ve volbách roku 1964 byl zvolen za KSČ do Národního shromáždění ČSSR za Jihomoravský kraj. V Národním shromáždění zasedal až do konce volebního období parlamentu v roce 1968.
Po federalizaci Československa usedl roku 1969 do Sněmovny lidu Federálního shromáždění (volební obvod Žďár nad Sázavou), kde setrval do konce volebního období parlamentu, tedy do voleb roku 1971.